# Canillas de Albaida
Canillas de Albaida er en by og kommune i det sydlige Spanien i provinsen Málaga. Den har et indbyggertal på 799 (2024) indbyggere.